# Электрическая компания Израиля
Электрическая компания Израиля (ивр. חברת החשמל לישראל‎, англ. Israel Electric Corporation, IEC) — объединённая электроэнергетическая компания в государстве Израиль. Производит, передает и распределяет практически всё электричество, используемое в стране. Государству Израиль принадлежит приблизительно 99,85 % Компании.

## История
Компания была основана в подмандатной Палестине. 29 марта 1923 г., Пинхус (Пётр Моисеевич) Рутенберг (получивший образование в Петербургском технологическом институте), при поддержке министра колоний Уинстона Черчилля, получил концессию на производство электроэнергии и создал Палестинскую Электрическую Компанию. Тогда же появилась первая электростанция, и электричество пришло сначала в Тель-Авив, а затем в Хайфу, Тверию и другие города.
В 1961 году название компании изменено на «Israel Electric Corporation Limited».

## Деятельность
Компания превратилась в одну из крупнейших промышленных компаний в Израиле. По итогам 2009 года, у Компании была общая выручка 5 миллиардов долларов США, чистого дохода 328 миллионов долларов США и общая стоимость активов 21,1 миллиарда долларов США. Компания владеет и управляет 17 электростанциями (включая 5 главных ТЭС) с совокупной установленной мощностью 11 664 МВт. В 2009 году Компания продала 48 947 ГВт-ч электроэнергии.
Чтобы удовлетворить растущие требования потребителей энергии, Компания сделала существенные инвестиции в строительство станций нового поколения, расширения и усовершенствования систем передачи и распределения. Программа капиталовложений Компании предусматривает рост установленной мощности к 2012 году на 1 112 МВт.
Одна из целей действующего Закона об Электричестве — развитие конкуренции в электроэнергетическом секторе, и решения правительства ставят цель увеличения генерации электричества независимыми производителями в 20 % от суммарной установленной мощности в стране.
До 2005 года работники принятые в штат компании не платили за потребляемое в квартире или доме электричество, на вновь принятых это правило полностью не распространяется. Входит в пятёрку ведущих компаний по уровню зарплат в Израиле. Попытки реформирования монополиста со стороны Минфина неоднократно торпедировались профсоюзом трудового коллектива, по последнему соглашению требования министерства были приняты далеко не полностью, в результате половинчатые меры не позволяют в полной мере развивать независимых производителей электроэнергии и навести порядок в финансах Компании. Суммарные долги Компании возникнувшие в результате неэффективного управления составляют на 2013 год около 74 миллиардов шекелей, выплаты по которым покрываются из госбюджета. При этом расходы на зарплату в 2012 году Компании выросли с 2,64 до 3,16 миллиардов шекелей.

## Резервное газоснабжение
По оценкам экспертов, в 2015 году природный газ, станет основным топливом для производства электроэнергии в Израиле. В 2011 году террористы на Синайском полуострове несколько раз взрывали газопровод, который снабжал египетским топливом Израиль и Иорданию, в результате чего Электрическая компания Израиля понесла убытки, используя для получения электроэнергии более дорогие дизельное топливо и мазут. Пришлось искать новые пути надежного газоснабжения.
В 2013 году 10 километрах от побережья у города Хадера был поставлен на якорь бельгийский танкер Excellence с грузом природного сжиженного газа. Танкер подключен к погружному турельному бую, построенному государственной компанией Israel Natural Gas Lines. Через него после процесса регазификации газ, с борта Excellence подается по подсоединенному к бую подводному газопроводу на электростанцию. При необходимости Электрическая компания Израиля получит топливо с танкера буквально в течение часа. Израиль — единственная страна в мире, которая обезопасила себя таким образом на случай необходимости в аварийном энергоснабжении. Танкер — это временное решение проблемы. В настоящее время Израиль продолжает разработку собственных месторождений природного газа.
- Здание Компании в начале 1920-х
- ГРЭС в Хадере
- Станция Эшколь под Ашдодом
- Электростанция Ридинг, Тель-Авив